# Cao Hùng
Cao Hùng hay Kaohsiung (chữ Hoa phồn thể:高雄市, bính âm thông dụng: Gaosyóng, bính âm Hán ngữ: Gāoxióng, POJ: Ko-hiông; tọa độ 22°38'N, 120°16'E) là một thành phố nằm tại miền Nam Đài Loan. Đây là thành phố lớn thứ 2 tại Đài Loan với số dân 1,51 triệu người, và là một trong sáu thành phố trực thuộc Trung ương của Đài Loan. Thành phố có 11 quận, mỗi quận có một văn phòng quận quản lý công việc hàng ngày giữa chính quyền thành phố và công dân của mình.
Cao Hùng là trung tâm chế tạo, lọc dầu và vận tải lớn của Đài Loan. Không giống như Đài Bắc, các đường phố của Cao Hùng rộng rãi và giao thông thông suốt hơn. Tuy nhiên, ô nhiễm không khí của các khu vực xung quanh Cao Hùng thì khá tệ do các ngành công nghiệp nặng gây ra. Cảng Cao Hùng là cảng chính của Đài Loan mà phần lớn dầu mỏ của Đài Loan được nhập khẩu. Cao Hùng có một khu chế xuất sản xuất nhôm, gỗ, và giấy, phân đạm, xi-măng, kim loại, máy móc và tàu biển. Cảng Cao Hùng là một trong 4 cảng lớn nhất thế giới và Cao Hùng là trung tâm ngành công nghiệp đóng tàu của Đài Loan và cũng là căn cứ hải quân lớn của Trung Hoa Dân Quốc. Hệ thống tàu điện ngầm và MRT sẽ vận hành trong năm 2006. Thành phố Cao Hùng đã tổ chức World Games 2009 - một thế vận hội cơ bản không có những môn được thi đấu trong Thế Vận Hội.

## Lịch sử

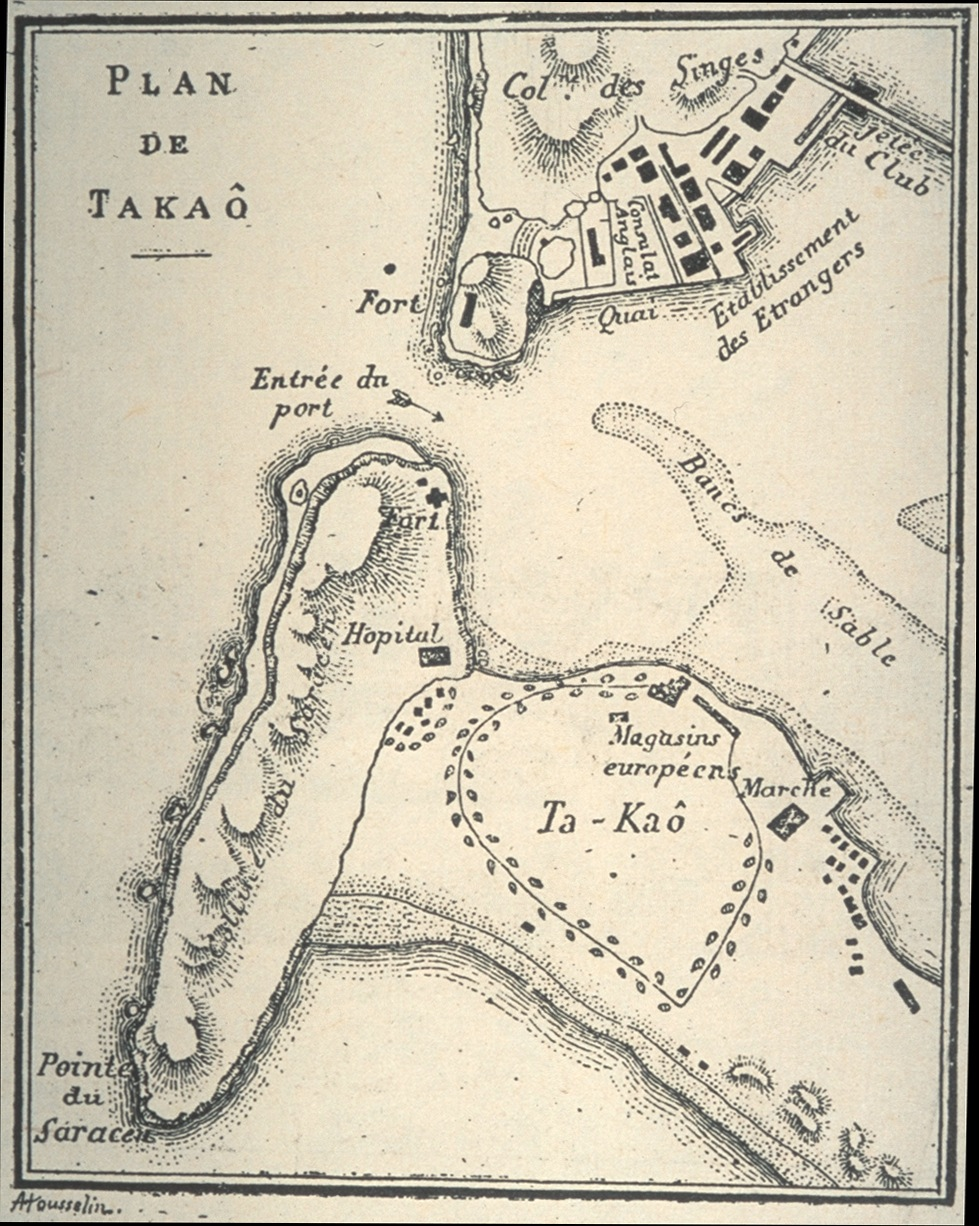
Cảng Đả Cẩu, 1893

Cao Hùng được thành lập vào gần cuối thế kỷ 17, ngôi làng khi đó được gọi là Đả Cẩu (tiếng Trung: 打狗; bính âm: Dǎgǒu; Bạch thoại tự: Táⁿ-káu; nghĩa đen 'đánh chó') bởi những người nhập cư Phúc Kiến vào thời kỳ đầu. Tên gọi này bắt nguồn từ ngôn ngữ Makatao của thổ dân bản địa và có nghĩa là "rừng tre". Người Hà Lan đã xây dựng nên phào đài Zeelandia vào năm 1624 và đánh bại các bộ lạc thổ dân bản địa vào năm 1635. Họ gọi khu vực này là Tancoia. Trịnh Thành Công đã trục xuất người Hà Lan và lập nên một chính quyền phục Minh vào năm 1662. Trịnh Kinh, con trai của Trịnh Thành Công, đã đổi tên làng thành Vạn Niên Châu (giản thể: 万年洲; phồn thể: 萬年州; bính âm: Wàn Nián Zhōu; nghĩa đen 'vùng đất vạn năm') vào năm 1664. Tên gọi Đả Cẩu lại được phục hồi vào cuối thập niên 1670, khi khu vực được mở mang một cách đột ngột với những người nhập cư đến từ Trung Quốc đại lục. Năm 1684, nhà Thanh đã sáp nhập Đài Loan và đổi tên khu vực bao gồm Cao Hùng ngày nay thành huyện Phượng Sơn (giản thể: 凤山县; phồn thể: 鳳山縣; bính âm: Fèngshān xiàn), là một phần của phủ Đài Loan. Khu vực Cao Hùng ngày nay đã lần đầu tiên được phát triển như một khu vực cảng vào thập niên 1680.
Năm 1895, Đài Loan bị nhượng cho Nhật Bản theo các điều khoản của Hiệp ước Shimonoseki. Vào thời kỳ này, tên gọi của thành phố chuyển từ Đả Cẩu (打狗) (tiếng Đài Loan: Táⁿ-káu) thành Cao Hùng (高雄, romaji: Takao). Mặc dù hai tên gọi phát âm tương tự trong tiếng Nhật, song ngữ nghĩa của nó đã thay đổi từ "đánh chó" sang "cao lớn hùng vĩ". Người Nhật phát triển Takao, đặc biệt là cảng. Do là một căn cứ quân sự và trung tâm công nghiệp quan trọng, thành phố đã bị quân đội Hoa Kỳ ném bom rất nhiều trong Chiến tranh thế giới thứ hai.
Sau khi Trung Hoa Dân Quốc kiểm soát Đài Loan vào năm 1945, tên gọi bằng Hán tự mà người Nhật đặt cho thành phố vẫn được sử dụng, chính quyền sử dụng phiên âm Latinh theo hệ Wade-Giles là "Kao-hsiung". Cao Hùng được Hành chính viện phê chuẩn trở thành một thành phố đặc biệt vào ngày 1 tháng 7 năm 1979.

## Hành chính
Sau khi sáp nhập với huyện Cao Hùng, Cao Hùng hiện có 38 khu (區). Mỗi khu lại được chia thành các lý (里), và được chia tiếp thành các lân (鄰). Chính phủ Trung ương Đài Loan công nhận hệ thống bính âm Hán ngữ làm chuẩn để phiên âm Latinh tương tự như tại Trung Quốc đại lục, còn chính quyền Cao Hùng, vốn do đảng Dân Tiến nắm quyền, lấy phương pháp bính âm thông dụng làm chuẩn phiên âm.
| \| Số \| Tiếng Việt \| Chữ Hán phồn thể \| Diện tích (km²) \| Số Lý \| Dân số (2010) \| \| -- \| ---------- \| ---------------- \| --------------- \| ----- \| ------------- \| \| 1 \| Diêm Trình \| 鹽埕區 \| 1,4161 \| 21 \| 27.651 \| \| 2 \| Cổ Sơn \| 鼓山區 \| 14,7458 \| 38 \| 129.521 \| \| 3 \| Tả Doanh \| 左營區 \| 19,3888 \| 44 \| 189.944 \| \| 4 \| Nam Tử \| 楠梓區 \| 25,8276 \| 37 \| 171.906 \| \| 5 \| Tam Dân \| 三民區 \| 19,7866 \| 88 \| 355.097 \| \| 6 \| Tân Hưng \| 新興區 \| 1,9764 \| 32 \| 55.744 \| \| 7 \| Tiền Kim \| 前金區 \| 1,8573 \| 20 \| 29.208 \| \| 8 \| Linh Nhã \| 苓雅區 \| 8,1522 \| 69 \| 185.021 \| \| 9 \| Tiền Trấn \| 前鎮區 \| 19,1207 \| 61 \| 199.951 \| \| 10 \| Kỳ Tân \| 旗津區 \| 1,4639 \| 13 \| 29.975 \| \| 11 \| Tiểu Cảng \| 小港區 \| 39,8573 \| 38 \| 153.896 \| \| 12 \| Phượng Sơn \| 鳳山區 \| 26,7590 \| 78 \| 339.952 \| \| 13 \| Lâm Viên \| 林園區 \| 32,2860 \| 24 \| 70.770 \| \| 14 \| Đại Liêu \| 大寮區 \| 71,0400 \| 25 \| 109.257 \| \| 15 \| Đại Thụ \| 大樹區 \| 66,9811 \| 18 \| 44.230 \| \| 16 \| Đại Xã \| 大社區 \| 26,5848 \| 9 \| 32.808 \| \| 17 \| Nhân Vũ \| 仁武區 \| 36,0808 \| 16 \| 70.242 \| \| 18 \| Điểu Tùng \| 鳥松區 \| 24,5927 \| 7 \| 42.135 \| \| 19 \| Cương Sơn \| 岡山區 \| 47,9421 \| 33 \| 97.095 \| \| 20 \| Kiều Đầu \| 橋頭區 \| 25,9379 \| 17 \| 36.284 \| \| 21 \| Yên Sào \| 燕巢區 \| 65,3950 \| 11 \| 31.059 \| \| 22 \| Điền Liêu \| 田寮區 \| 92,6802 \| 10 \| 8.325 \| \| 23 \| A Liên \| 阿蓮區 \| 34,6164 \| 12 \| 30.613 \| \| 24 \| Lộ Trúc \| 路竹區 \| 48,4348 \| 20 \| 54.137 \| \| 25 \| Hồ Nội \| 湖內區 \| 20,1615 \| 14 \| 28.697 \| \| 26 \| Gia Định \| 茄萣區 \| 15,7624 \| 15 \| 31.583 \| \| 27 \| Vĩnh An \| 永安區 \| 22,6141 \| 6 \| 14.253 \| \| 28 \| Di Đà \| 彌陀區 \| 14,7772 \| 12 \| 20.613 \| \| 29 \| Tử Quan \| 梓官區 \| 11,5967 \| 15 \| 36.867 \| \| 30 \| Kỳ Sơn \| 旗山區 \| 94,6122 \| 21 \| 40.368 \| \| 31 \| Mỹ Nùng \| 美濃區 \| 120,0316 \| 19 \| 43.444 \| \| 32 \| Lục Khưu \| 六龜區 \| 194,1584 \| 12 \| 15.354 \| \| 33 \| Giáp Tiên \| 甲仙區 \| 124,0340 \| 7 \| 7.616 \| \| 34 \| Sam Lâm \| 杉林區 \| 104,0036 \| 7 \| 11.102 \| \| 35 \| Nội Môn \| 內門區 \| 95,6224 \| 18 \| 16.085 \| \| 36 \| Mậu Lâm \| 茂林區 \| 194,0000 \| 3 \| 1.850 \| \| 37 \| Đào Nguyên \| 桃源區 \| 928,9800 \| 8 \| 4.777 \| \| 38 \| Na Mã Hạ \| 那瑪夏區 \| 252,9895 \| 3 \| 3.457 \| | A Liên Đại Liêu 8 Đại Thụ 12 4 2 1 Giáp Tiên Lâm Viên Lục Khưu Lộ Trúc Mậu Lâm Mỹ Nùng 3 Nam Mã Hạ 7 Nội Môn 11 6 Kỳ Sơn 9 Sam Lâm Đào Nguyên Điền Liêu Tiểu Cảng Yên Sào Vĩnh An 10 5 Cổ Sơn Linh Nhã 14 Tiền Trấn Kỳ Tân Tam Dân 15 13 1 Gia Định 2 Hồ Nội 3 Di Đà 4 Cương Sơn 5 Tử Quan 6 Kiều Đầu 7 Nam Tử 8 Đại Xã 9 Nhân Vũ 10 Tả Doanh 11 Điểu Tùng 12 Phượng Sơn 13 Diêm Trình 14 Tiền Kim 15 Tân Hưng Thành phố Gia Nghĩa Thành phố Đài Nam Huyện Hoa Liên Huyện Gia Nghĩa Huyện Nam Đầu Huyện Bình Đông Huyện Đài Đông Đơn vị hành chính Cao Hùng |                  |                 |       |               |
| Số | Tiếng Việt | Chữ Hán phồn thể | Diện tích (km²) | Số Lý | Dân số (2010) |
| 1 | Diêm Trình | 鹽埕區           | 1,4161          | 21    | 27.651        |
| 2 | Cổ Sơn | 鼓山區           | 14,7458         | 38    | 129.521       |
| 3 | Tả Doanh | 左營區           | 19,3888         | 44    | 189.944       |
| 4 | Nam Tử | 楠梓區           | 25,8276         | 37    | 171.906       |
| 5 | Tam Dân | 三民區           | 19,7866         | 88    | 355.097       |
| 6 | Tân Hưng | 新興區           | 1,9764          | 32    | 55.744        |
| 7 | Tiền Kim | 前金區           | 1,8573          | 20    | 29.208        |
| 8 | Linh Nhã | 苓雅區           | 8,1522          | 69    | 185.021       |
| 9 | Tiền Trấn | 前鎮區           | 19,1207         | 61    | 199.951       |
| 10 | Kỳ Tân | 旗津區           | 1,4639          | 13    | 29.975        |
| 11 | Tiểu Cảng | 小港區           | 39,8573         | 38    | 153.896       |
| 12 | Phượng Sơn | 鳳山區           | 26,7590         | 78    | 339.952       |
| 13 | Lâm Viên | 林園區           | 32,2860         | 24    | 70.770        |
| 14 | Đại Liêu | 大寮區           | 71,0400         | 25    | 109.257       |
| 15 | Đại Thụ | 大樹區           | 66,9811         | 18    | 44.230        |
| 16 | Đại Xã | 大社區           | 26,5848         | 9     | 32.808        |
| 17 | Nhân Vũ | 仁武區           | 36,0808         | 16    | 70.242        |
| 18 | Điểu Tùng | 鳥松區           | 24,5927         | 7     | 42.135        |
| 19 | Cương Sơn | 岡山區           | 47,9421         | 33    | 97.095        |
| 20 | Kiều Đầu | 橋頭區           | 25,9379         | 17    | 36.284        |
| 21 | Yên Sào | 燕巢區           | 65,3950         | 11    | 31.059        |
| 22 | Điền Liêu | 田寮區           | 92,6802         | 10    | 8.325         |
| 23 | A Liên | 阿蓮區           | 34,6164         | 12    | 30.613        |
| 24 | Lộ Trúc | 路竹區           | 48,4348         | 20    | 54.137        |
| 25 | Hồ Nội | 湖內區           | 20,1615         | 14    | 28.697        |
| 26 | Gia Định | 茄萣區           | 15,7624         | 15    | 31.583        |
| 27 | Vĩnh An | 永安區           | 22,6141         | 6     | 14.253        |
| 28 | Di Đà | 彌陀區           | 14,7772         | 12    | 20.613        |
| 29 | Tử Quan | 梓官區           | 11,5967         | 15    | 36.867        |
| 30 | Kỳ Sơn | 旗山區           | 94,6122         | 21    | 40.368        |
| 31 | Mỹ Nùng | 美濃區           | 120,0316        | 19    | 43.444        |
| 32 | Lục Khưu | 六龜區           | 194,1584        | 12    | 15.354        |
| 33 | Giáp Tiên | 甲仙區           | 124,0340        | 7     | 7.616         |
| 34 | Sam Lâm | 杉林區           | 104,0036        | 7     | 11.102        |
| 35 | Nội Môn | 內門區           | 95,6224         | 18    | 16.085        |
| 36 | Mậu Lâm | 茂林區           | 194,0000        | 3     | 1.850         |
| 37 | Đào Nguyên | 桃源區           | 928,9800        | 8     | 4.777         |
| 38 | Na Mã Hạ | 那瑪夏區         | 252,9895        | 3     | 3.457         |

Hai hòn đảo tại biển Đông do thành phố Cao Hùng quản lý được giao cho khu Kỳ Tân quản lý:
- Đảo Ba Bình (giản thể: 太平岛; phồn thể: 太平島; bính âm: Tàipíng dǎo)
- Quần đảo Đông Sa (giản thể: 东沙群岛; phồn thể: 東沙群島; bính âm: Dōngshā Qúndǎo)

## Các điểm tham quan hấp dẫn
- Ái Hà (愛河)
- Quảng trường Đông Đế Sĩ 85 (東帝士85國際廣場)
- Chợ đêm Lục Hợp (六合夜市)
- Hồ sen Tả Doanh (左營蓮池潭)
- Bảo tàng mỹ thuật thành phố Cao Hùng (高雄市立美術館)
- Pháo đài Kỳ Hậu (旗後砲台)
- Phà Kỳ Tân (旗津渡輪)
- Hiện là nước chủ nhà của World Pool Championships
- Thành cổ Phượng Sơn (鳳山舊城)
- Phật Quang Sơn (佛光山)
- Lãnh sự quán Anh Quốc Tiền Thanh (前清英國領事館)
- Nhà thờ Tiền Kim (前金天主堂)
- Viện bảo tàng khoa học và công nghệ quốc gia (Đài Loan) (國立科學工藝博物館)
- Bến Ngư phủ Cao Hùng (漁人碼頭)
- Bảo tàng Lịch sử Cao Hùng (高雄市立歷史博物館)
- Ga tàu hỏa cũ Cao Hùng (台鐵舊高雄車站)
- Khu phong cảnh vịnh Tây Tử (西子灣風景區)

## Các trường đại học, cao đẳng
- Đại học Y học Cao Hùng (高雄醫學大學)
- Đại học Quốc gia Trung Sơn (國立中山大學)
- Đại học quốc lập Cao Hùng (國立高雄大學)
- Trung học cao cấp thành phố Cao Hùng (高雄市立高雄高級中學)
- Đại học quốc lập Khoa học và Công nghệ Cao Hùng Đệ Nhất (國立高雄科技大學)
- Đại học quốc lập Hàng hải Cao Hùng (國立高雄海洋科技大學)
- Đại học quốc lập Sư phạm Cao Hùng (國立高雄師範大學)
- Đại học ngoại ngữ Văn Tảo (文藻外語大學)
- Đại học quốc lập Khoa học ứng dụng Cao Hùng (國立高雄應用科技大學)
- Học viện quốc lập Cao Hùng (國立高雄餐旅學院)
- Trung học cao cấp nữ sinh Cao Hùng (高雄女高級中學)
- Kaohsiung American School Lưu trữ ngày 7 tháng 1 năm 2014 tại Wayback Machine （美國學校）

## Thành phố kết nghĩa
- Brooklyn, New York, Hoa Kỳ
- Detroit, Michigan, Hoa Kỳ
- Honolulu, Hawaii, Hoa Kỳ
- Macon, Georgia, Hoa Kỳ
- Nashville, Tennessee, Hoa Kỳ
- Tulsa, Oklahoma, Hoa Kỳ
- Colorado Springs, Colorado, Hoa Kỳ
- Miami, Florida, Hoa Kỳ
- San Antonio, Texas, Hoa Kỳ
- Seattle, Washington, Hoa Kỳ
- Houston, Texas, Hoa Kỳ
- Atlanta, Georgia, Hoa Kỳ
- Oakland, California, Hoa Kỳ
- Knoxville, Tennessee, Hoa Kỳ
- Queens (Thành phố New York), New York, Hoa Kỳ
- Pensacola, Florida, Hoa Kỳ
- Pittsburgh, Pennsylvania, Hoa Kỳ
- San Francisco, California, Hoa Kỳ
- Mobile, Alabama, Hoa Kỳ
- Little Rock, Arkansas, Hoa Kỳ
- Portland, Oregon, Hoa Kỳ
- Busan, Hàn Quốc
- Daegu, Hàn Quốc
- Cebu, Philippines
- Đà Nẵng, Việt Nam
- Barranquilla, Colombia
- Cartago, Costa Rica
- Durban, Nam Phi
- Edmonton, Alberta, Canada
- Winnipeg, Manitoba, Canada
- Blantyre, Malawi
- Brisbane, Queensland, Australia
- Melbourne, Victoria, Australia
- Sydney, New South Wales, Australia